# 1919
| 1919                                                                     |
| ------------------------------------------------------------------------ |
| Dødsfald - Fødsler                                                       |
| • Begivenheder • Film • Litteratur • Musik • Politik • Sport • Videnskab |

| Gregoriansk kalender | 1919 MCMXIX             |
| Ab urbe condita      | 2672                    |
| Armensk kalender     | 1368 ԹՎ ՌՅԿԸ            |
| Kinesiske kalender   | 4615 – 4616 戊午 – 己未 |
| Etiopisk kalender    | 1911 – 1912             |
| Jødisk kalender      | 5679 – 5680             |
| Hindukalendere       |                         |
| - Vikram Samvat      | 1974 – 1975             |
| - Shaka Samvat       | 1841 – 1842             |
| - Kali Yuga          | 5020 – 5021             |
| Iransk kalender      | 1297 – 1298             |
| Islamisk kalender    | 1338 – 1339             |

Konge i Danmark: Christian 10. 1912-1947
Se også 1919 (tal)

## Begivenheder

### Januar
- 11. januar - Rumænien annekterer Transsylvanien
- 15. januar – pianisten Ignace Paderewski bliver republikken Polens første præsident.
- 15. januar – den polsk-tyske agitator, pacifist og medstifter af kommunistpartiet, Rosa Luxemburg, blev myrdet sammen med partifællen Karl Liebknecht af de vagter, der skulle overføre dem til varetægtsfængslet Moabit i Berlin.
- 15. januar – en 15 meter høj melassetank eksploderer i Boston, og 21 mennesker bliver dræbt ved ulykken som følge af den udstrømmende glohede melasse.
- 16. januar – det 18. tillæg til USA's forfatning ratificeres. Det indebærer, at spiritusforbuddet træder i kraft i USA præcis et år senere
- 18. januar - i Versailles åbnes fredskonferencen efter 1. verdenskrig. Datoen er valgt med omhu i forhold til Tyskland, der på denne dato i 1871 udråbtes til kejserrige, netop i Versailles

### Februar
- 1. februar - Den første ”Miss America” konkurrence bliver afholdt. Konkurrencen afholdes i New York City og bliver vundet af Edith Hyde Robbins Macartney, der både er gift og mor til to børn

### Marts
- 2. marts - den første kommunistiske internationale afholdes i Moskva

### April
- 7. april – den bayriske rådsrepublik udråbes. Knap en uge senere, den 13. april, overtager kommunisterne magten i rådsrepublikken
- 13. april - Amritsar-massakren finder sted i Indien, hvor britiske tropper dræber 379 og sårer mere end 1200 tilhængere af Mahatma Gandhi
- 17. april - der indføres 8 timers arbejdsdag i Frankrig

### Maj
- 2./3. maj – Frikorps-styrker nedkæmper i samarbejde med den tyske hær den bayriske rådsrepublik
- 4. maj - KFUK-spejderne, senere De grønne pigespejdere, stiftes
- 14. maj - der indføres 8 timers arbejdsdag i Danmark

### Juni
- 20. juni - Landbrugsrådet bliver stiftet
- 21. juni - besætningerne på den tyske flåde, som er interneret i Scapa Flow på Orkneyøerne, sænker deres egne skibe
- 23. juni - ved slaget ved Cēsis under Lettiske krig for uafhængighed vandt en estisk-lettisk fælleshær over von der Goltz og Jerndivisionen en afgørende sejr, der vendte krigen for begge landes selvstændighed til deres fordel
- 28. juni - Versailles-freden underskrives af de krigsførende parter fra 1. Verdenskrig

### Juli
- 31. juli - Den tyske nationalforsamling vedtager Weimarforfatningen der bliver grundlaget for Weimarrepublikken

### August
- 19. august - Afghanistan opnår uafhængighed af Storbritannien

### September
- 10. september - det østrigske kejserdømme afsluttes med underskrivning af traktat i Saint Germain
- 14. september - to lokomotiver støder sammen i Roskilde[1]
- 21. september - efter pause under første verdenskrig genoptager Orientekspressen sine ture mellem Paris og Istanbul

### Oktober
- 1. oktober - Retsplejeloven træder i kraft hvorved retsplejen adskilles fra forvaltningen
- 7. oktober - det nederlandske luftfartsselskab KLM grundlægges. Det er det ældste luftfartsselskab i verden, der stadig flyver under det oprindelige navn
- 21. oktober - Danmarks Retsforbund stiftes
- 28. oktober - den amerikanske kongres vedtager et forbud mod alkohol - ”The Volstead Act”

### November
- 1. november - Vigerslevulykken - en af Danmarks voldsomste togulykker
- 4. november - Danmarks første retssag med deltagelse af nævninge finder sted i Holbæk
- 6. november - første gruppe wienerbørn kommer til København
- 16. november - Coca-Cola får patent på sin karakteristiske flaske
- 18. november - Senatet i USA forkaster Versaillestraktaten med 53 stemmer mod 38, hvilket bl.a. medfører, at USA ikke bliver medlem af Folkeforbundet
- 28. november – Nancy Astor bliver første kvindelige medlem af det engelske parlament, da hun vælges i Plymouth

### December
- 1. december - som første kvinde nogensinde indtager Lady Astor sit sæde i Underhuset
- 23. december - Storbritannien giver Indien en ny forfatning, hvorefter vicekongen er direkte ansvarlig overfor den britiske regering

## Født

### Januar
- 1. januar – Jerome David Salinger, amerikansk forfatter (død 2010).
- 1. januar – Lauge Dahlgaard, dansk politiker og minister (død 1996).
- 9. januar – John Danstrup, dansk redaktør, historiker og tv-kommentator (død 1992).
- 14. januar – Giulio Andreotti, tidligere italiensk premierminister (død 2013).
- 17. januar – Elsa Gress, dansk forfatter (død 1988).

### Februar
- 5. februar – Andreas Papandreou, græsk politiker (død 1996).
- 18. februar – Jack Palance, amerikansk forfatter (død 2006).

### Marts
- 2. marts – Jennifer Jones, amerikansk skuespillerinde (død 2009).
- 24. marts – Lawrence Ferlinghetti, amerikansk digter (død 2021).

### April
- 2. april – Gabriel Lisette, tchadisk politiker (død 2001).
- 8. april – Ian Smith, rhodesisk premierminister (død 2007).
- 11. april – Louis Miehe-Renard, dansk skuespiller (død 1997).
- 11. april – Jørgen Jacobsen, dansk forsvarsadvokat (død 2016).
- 13. april – Jarl Borgen, dansk forlagsboghandler (død 2016).
- 21. april – Jørn Jeppesen, kgl. dansk skuespiller (død 1964).
- 23. april – Jens Harald Quistgaard, dansk designer (død 2008).

### Maj
- 3. maj – Pete Seeger, amerikansk folkesanger (død 2014).
- 10. maj – Daniel Bell, amerikansk sociolog (død 2011).
- 12. maj – Henry Jessen, dansk skuespiller (død 1994).
- 23. maj – Betty Garrett, amerikansk skuespillerinde (død 2011).

### Juni
- 6. juni – Peter Carington, britisk konservativ politiker (død 2018).
- 10. juni - Jane Muus, dansk grafiker (død 2007).
- 11. juni – Richard Todd, irsk-engelsk skuespiller (død 2009).
- 13. juni – Leif Kayser, dansk komponist (død 2001).
- 21. juni – Paolo Soleri, italiensk-amerikansk arkitekt (død 2013).

### Juli
- 6. juli – Ernst Haefliger, schweizisk sanger (død 2007).
- 8. juli – Gerd Gjedved, dansk skuespiller (død 1972).
- 8. juli – Walter Scheel, tysk forbundspræsident (død 2016).
- 11. juli – Hans Sølvhøj, dansk generaldirektør, minister og hofmarskal (død 1989).
- 15. juli – Iris Murdoch, irsk forfatter (død 1999).
- 19. juli – Asta Esper Hagen Andersen, dansk skuespillerinde (død 2012).
- 20. juli – Edmund Hillary, new zealandsk bjergbestiger (død 2008).
- 31. juli - Primo Levi, italiensk forfatter og kemiker (død 1987).

### August
- 8. august – Dino De Laurentiis, italiensk filmproducent (død 2010).
- 9. august – Freddy Albeck, dansk sanger og skuespiller (død 1992).
- 12. august – Margaret Burbidge, engelsk astrofysiker (død 2020).
- 18. august – Walter Hickel, amerikansk guvernør (død 2010).
- 21. august – Signi Grenness, dansk skuespiller (død 2003).
- 23. august - Jørgen Kieler, dansk læge og modstandsmand (død 2017).
- 24. august – Niels Viggo Bentzon, dansk komponist og pianist (død 2000).

### September
- 16. september – Mogens Wieth, dansk skuespiller (død 1962).
- 16. september – Annelise Reenberg, dansk filminstruktør og -fotograf (død 1994).
- 17. september – Alex Brask Thomsen, dansk finansmand (død 2005).
- 26. september – Matilde Camus, spanske digter (død 2012).
- 27. september – Jayne Meadows, kinesisk-amerikansk skuespillerinde og forfatter (død 2015).

### Oktober
- 11. oktober – Art Blakey, amerikansk trommeslager (død 1990).
- 13. oktober – Poul Møller, dansk politiker (død 1997).
- 22. oktober – Doris Lessing, engelsk forfatter (død 2013).
- 26. oktober – Mohammad Reza Pahlavi, i 1941 shah af Iran (død 1980).

### November
- 1. november – Erling Jensen, tidligere minister (død 2000).
- 3. november – Per Henriksen, dansk skibsreder (død 2008).
- 6. november – Kurt Møller, dansk advokat og forbundsformand (død 1997).
- 10. november – Mikhail Kalasjnikov, russisk våbendesigner (død 2013).
- 20. november – Herman Salling, dansk købmand og direktør (død 2006).
- 24. november – Morten Lange, dansk politiker, botaniker og professor (død 2003).

### December
- 1. december – Ruth Guldbæk, kgl. dansk operasanger (død 2006).
- 1. december – Anne Cox Chambers, amerikansk ambassadør (død 2020).
- 6. december – Christel, dansk tegner og illustrator (død 1992).
- 7. december – Lis Løwert, dansk skuespiller (død 2009).
- 11. december – Cliff Michelmore, engelsk tv-vært og producer (død 2016).
- 12. december – Fritz Muliar, østrigsk skuespiller (død 2009).
- 21. december – Ove Sprogøe, dansk skuespiller (død 2004).
- 23. december – Poul Ørum, dansk forfatter og journalist (død 1997).

## Dødsfald
- 6. januar – Theodore Roosevelt, USA's 26. præsident 1901-1909 (født 1858).
- 15. januar – Rosa Luxemburg, medstifteren af det tyske kommunistparti (født 1871). – myrdet
- 15. januar – Karl Liebknecht, tysk kommunist (født 1871). – myrdet
- 15. marts – Anna Erslev, dansk forfatter og historiker (født 1862).
- 4. maj – Eilert Tscherning, dansk overkirurg (født 1851).
- 17. maj – Guido von List, østrigsk okkultist og grundlægger af Ariosofien (født 1848)
- 19. juni – Carl Kundmann, østrigsk billedhugger (født 1838).
- 15. juli – Charles Ambt, dansk stadsingeniør og generaldirektør (født 1847).
- 9. august – Ernst Haeckel, tysk biolog og filosof (født 1834).
- 22. august – Charles Kjerulf, dansk komponist og forfatter (født 1858).
- 13. september – Leocadie Gerlach, svensk/dansk operasanger (født 1826).
- 1. oktober – Sophus Birket-Smith, dansk overbibliotekar og litteraturhistoriker (født 1838).
- 11. oktober – Karl Gjellerup, dansk forfatter og teolog (født 1857).
- 3. december – Pierre-Auguste Renoir, franske maler (født 1841).

## Nobelprisen
- Fysik – Johannes Stark
- Kemi – Ingen uddeling
- Medicin – Jules Bordet, Belgien. (Immunsystemet.)
- Litteratur – Carl Friedrich Georg Spitteler
- Fred – Woodrow Wilson (USA) for grundlæggelsen af Folkeforbundet.

## Sport
- Baseball – 8 Chicago White Sox-spillere lader med vilje holdet tabe til Cincinnati Reds i World Series, hvilket fører til den berygtede Black Sox-skandale
- 6. juni - Danmark slår Sverige 3-0 i fodboldlandskamp

## Film
- Mod Lyset – med Asta Nielsen, instruktør Holger-Madsen